# Kayseri (provincie)
Kayserská provincie je tureckou provincií, nachází se v centrální Anatolii. Rozloha provincie činí 16 917 km², v roce 2010 zde žilo 1 234 651 obyvatel. Hlavním městem je Kayseri.

## Administrativní členění

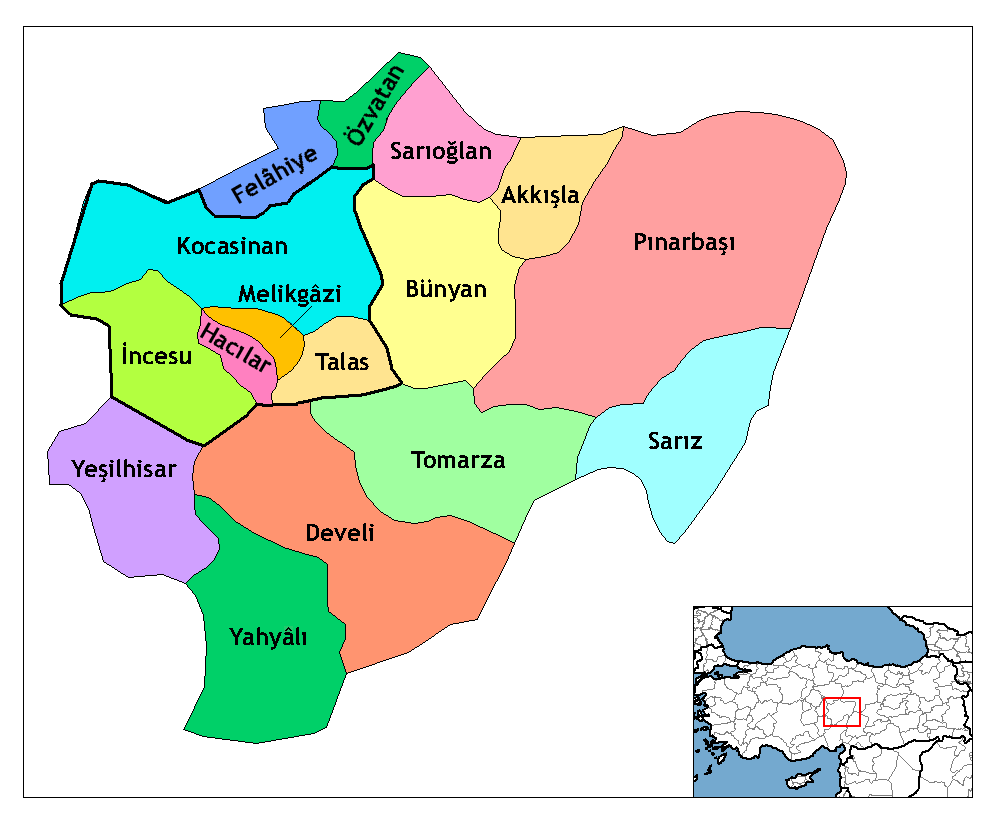
Administrativní členění

Kayserská provincie se administrativně člení na 16 distriktů:
- Akkışla
- Bünyan
- Develi
- Felahiye
- Hacılar
- İncesu
- Kocasinan
- Melikgazi
- Özvatan
- Pınarbaşı
- Sarıoğlan
- Sarız
- Talas
- Tomarza
- Yahyalı
- Yeşilhisar